# Hasil Adkins

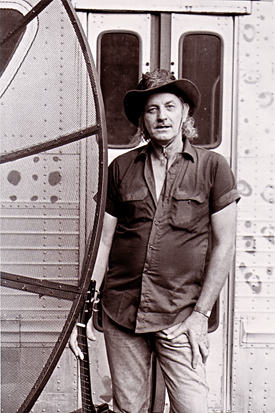
Hasil Adkins, 1993

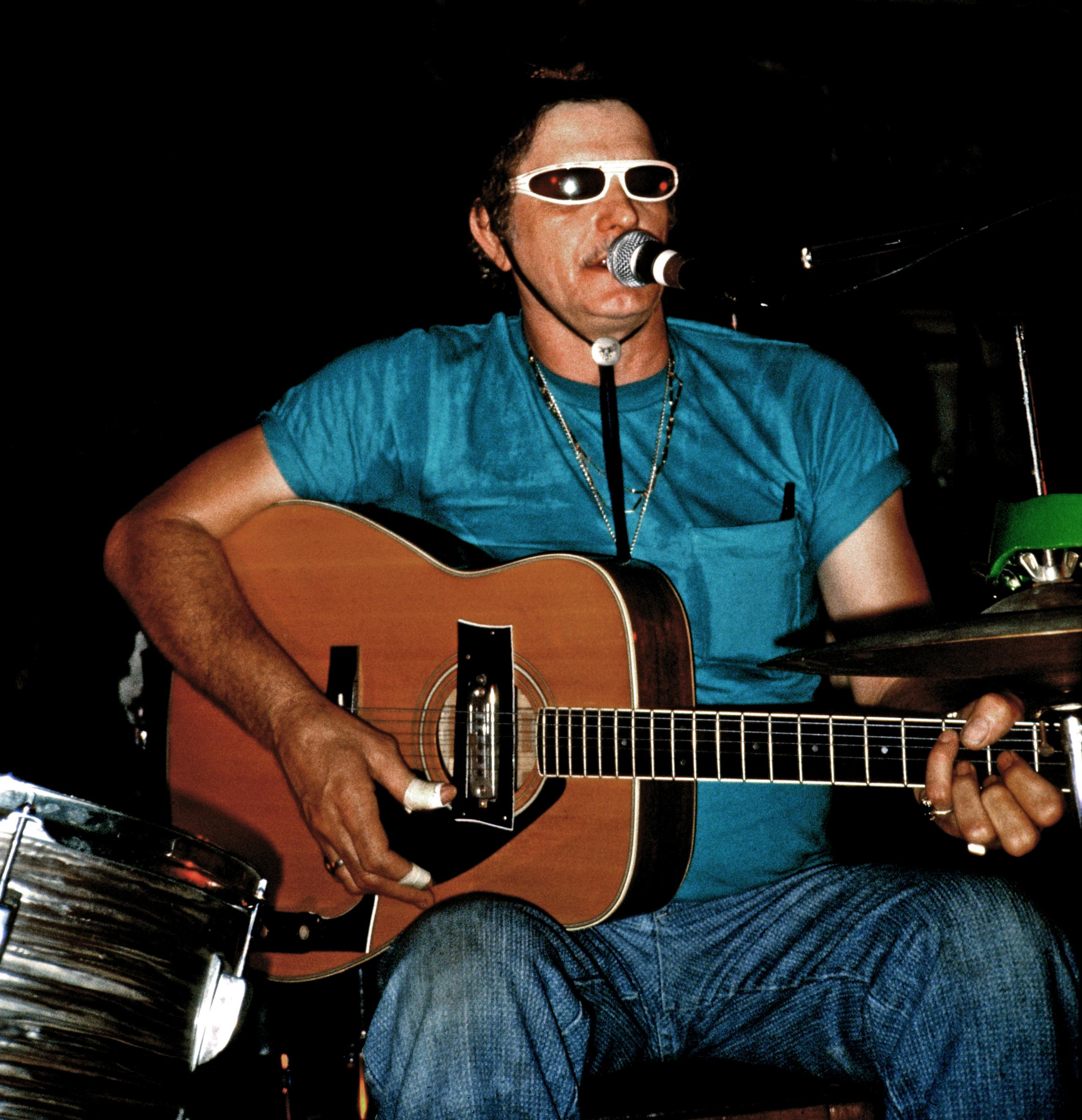
Live 1991

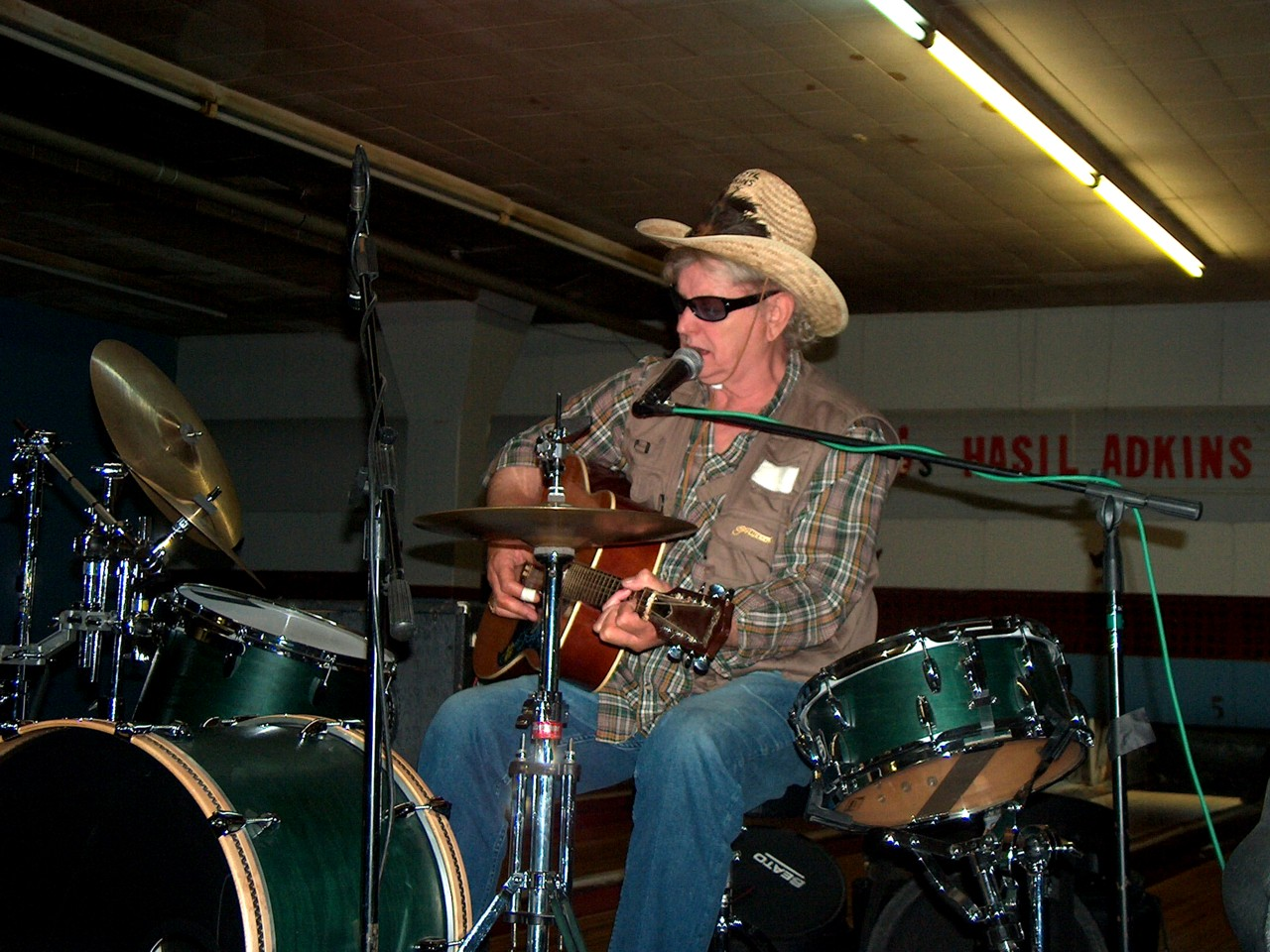
Live 2003

Hasil Adkins (* 29. April 1937 in Boone County, West Virginia; † 25. April 2005 ebenda) war ein US-amerikanischer Country-, Rock-and-Roll- und Blues-Musiker, auch wenn seine Musik oft als Rockabilly oder manchmal Primitive Jazz beschrieben wird. Er trat in der Regel als One-Man Band auf. Er spielte gleichzeitig Gitarre und Schlagzeug und sang dazu. Adkins wird oft als Urvater des Psychobilly-Genres beschrieben.

## Biografie
Adkins wurde in Boone County geboren und verbrachte dort sein gesamtes Leben. Er war das Jüngste von zehn Kindern. Adkins war depressiv und hyperaktiv. Nach eigenen Angaben ging er insgesamt lediglich vier Tage zur Schule und bemühte sich stattdessen früh um eine Karriere als Musiker. Als Nebenverdienst verkaufte oder reparierte er gelegentlich Gegenstände wie Autos oder Waschmaschinen.
Bekannt als The Haze, behauptete Adkins, über ein Repertoire von über 9000 Songs und mehr als 7000 Eigenkompositionen zu verfügen (auch wenn diese Zahlen womöglich stark übertrieben sind). Er ist verantwortlich für die Gründung von Norton Records und nahm zahlreiche Singles auf. Wiederkehrende Themen in Adkins Arbeit sind unter anderem Liebe, Polizei, Tod, Enthauptungen, Hot Dogs, Aliens und Chicken. In Interviews gab er als seine größten Einflüsse oft Hank Williams, Jimmie Rodgers, Little Richard, Jerry Lee Lewis, George Jones, Creedence Clearwater Revival und Colonel Sanders, den Gründer von Kentucky Fried Chicken, an.
Zu seinen bekanntesten Songs gehören She Said, No More Hot Dogs, My Blue Star, The Hunch, Beautiful Hills, We Got A Date, Chicken Walk, und Sally Weedy Waddy Woody Wally.
Zusätzlich zu seiner Tätigkeit als Musiker trat Adkins in verschiedenen Filmen und Fernsehshows auf. Er hatte unter anderem einen Gastauftritt in dem Kult-Film Die You Zombie Bastards! als er selbst. Adkins war außerdem Gegenstand einer Dokumentation von Julien Nitzberg mit dem Titel The Wild World Of Hasil Adkins.
Ende der 1990er Jahre trat Adkins seltener auf, allerdings genoss seine Musik weiterhin Popularität unter Musikkritikern und anderen Vertretern von Outsider Music wie Joe Coleman oder John Zorn.
Am 15. April 2005 wurde Adkins von einem Teenager mit einem Quad überfahren. Der Täter wurde von der Polizei gefasst, nachdem er eine andere Person unweit Adkins' Haus überfahren hatte. Zehn Tage später, am 25. April 2005, wurde Adkins tot in seinem Haus gefunden.
Adkins hatte starken Einfluss auf Bands wie The Cramps oder die Flat Duo Jets. Adkins' Kult-Status besteht bis zum heutigen Tage fort und wird am Leben gehalten von der steigenden Wertschätzung für Outsider Music und Primitive Rock and Roll.

## Diskografie
(Auswahl)
- 1962: She's Mine / Chicken Walk
- 1963: The Hunch / She's Gone
- 1964: She Said / Is this the End
- 1966: Get out of my Car / D.P.A. Blues
- 1968: My Blue Star / He's just telling you that
- 1968: My Home Town / Memories of Kennedy
- 1975: I'm in Misery (Pt.1) / I'm in Misery (Pt.2)